# Wet lease
Na aviação, wet lease é um contrato em que uma companhia aérea (lessor) disponibiliza o avião, a tripulação completa (pilotos, comissários de bordo e hospedeiras), efectua a manutenção e suporta o seguro do avião (ACMI - Aircraft, Crew, Maintenance and Insurance), recebendo, em contrapartida, o pagamento pelas horas operadas por parte da companhia operadora (lessee). O lessee suporta os restantes custos como os combustíveis, taxas aeroportuárias, reservas, etc. O voo operado tem o número do lessee.
Um contrato wet lease tem uma duração habitual entre um mês e dois anos; menos tempo significa que o voo será um charter. O wet lease é efectuado em alturas de períodos de grande tráfego, de grandes manutenções dos aviões ou no início de novos destinos.